# Ехо
Вижте пояснителната страница за други значения на Ехо.
Ехо в акустиката е физическо явление, което представлява отражение на звука, което пристига при слушателя със закъснение след първоначалния звук. Това закъснение е правопропорционално на разстоянието до отразяващата повърхност от източника и слушателя. Типични примери са ехото, породено от дъното на кладенец или от стените на затворена празна стая.
Думата ехо произлиза от гръцката ἦχος – „звук“. Ехо в гръцката митология е планинска нимфа, която е прокълната така, че само да може да повтаря последните думи, изречени от събеседниците ѝ. Някои животни използват ехото за установяване на местоположението си и навигация. Такива са китоподобните и прилепите.

## Акустичен феномен
Акустичните вълни се отразяват от стени и други твърди повърхности, като например планини и плътни огради. Причината за това отражение може да се обясни чрез прекъснатостта на преносната среда. Когато отражението се връща с достатъчна сила и забавяне, то поражда ефекта на ехо. Когато звукът или самото ехо се отрази няколко пъти от няколко повърхности, тогава се говори за реверберация.
Човешкото ухо не може да отличи ехото от първоначалния пряк звук, ако забавянето е по-малко от 1/10 от секундата. Скоростта на звука в сух въздух е приблизително 343 m/s при температура 25 °C. Следователно, отразяващият обект трябва да е на повече от 17,2 m от източника на звук, за да може ехото да се възприеме от човек, намиращ се при източника. Когато звук произведе ехо за две секунди, отразяващият обект се намира на разстояние 343 m. В природата, стените на каньоните или скалите, гледащи към вода, са най-често срещаните места, където може да се чуе ехо. Силата на ехото се измерва в децибели спрямо първоначално излъчената вълна. Ехотата могат да са желателни (например при сонара) или нежелателни (например при телефонните системи).

## В музиката
В музикалните представления и записи, електрически ехо ефекти се използват още от 1950-те години. Ехоплексът е ефект за забавяне на лентата, осъществен за пръв път през 1959 г., който пресъздава звука на акустично ехо. През 1960-те години този ефект се използва от много от китаристите по това време. Към началото на 21 век повечето ехо ефекти в музиката се създават чрез електронни или цифрови схеми.

## Други
На ехото е наречена улица в квартал „Горна баня“ и вилна зона „Горна баня“ в София (Карта).